# Fumeque
El fumeque es un término marino usado popularmente en las islas Canarias, España, que significa viento muy fuerte. Suele ir acompañado de visibilidad reducida a nivel del mar.
En las islas también se aplica genéricamente a una situación típica de vientos alisios reforzados por una baja térmica en el noroeste de África. Es típico del fumeque la presencia de maresía o spray marino provocado al romper el viento la cresta de las olas, lo cual reduce notablemente la visibilidad a nivel del mar. Cuando arrastra mucho polvo en suspensión o calima (en Canarias) pasa a llamarse siroco por su habitual procedencia africana.